# Visarion Xhuvani
Visarion Xhuvani (Ilbaszan, 1887. június 1. vagy 1890 – Shijon, 1965. december 15.) albán görögkeleti egyházi vezető, teológus, politikus. 1922-től az albán ortodox egyház egyik fő szervezője, 1929 és 1937 között vezetője volt. 1939-ben támogatta Albánia olasz megszállását. A kommunista hatalomátvételt követően letartóztatták, 1946-tól 1962-ig börtönbüntetését töltötte.

## Életútja
Ilbaszan (ma Elbasan) görögkeleti negyedében, a várnegyedben született. Elsie szerint 1887. június 1-jén, de az interneten több helyütt pontos dátumjelölés nélkül 1890-et jelölik meg születési éveként. Alapiskoláit a várnegyed görög tannyelvű iskolájában végezte, majd az athéni Rizaríu egyházi iskolában érettségizett. Felsőfokú teológiai tanulmányait az Athéni Egyetemen fejezte be 1917-ben, lelkészi képesítéssel. Ezt követően Görögországban szerzetesnek állt, majd Kotorban pappá szentelték. Egy rövidebb romániai kitérőt követően 1920-ban hazatért Albániába, és részt vett az ország jövőjét meghatározó lushnjai kongresszuson. 1920. márciustól decemberig szülővárosa, Elbasan, majd 1923-ban Durrës nemzetgyűlési képviselője volt. 1924-től a Cambridge-i Egyetem posztgraduális teológusi képzésén vett részt, doktorátusát 1928-ban szerezte meg.
Időközben, az 1922. szeptember 12-én az önálló albán ortodox egyház – nem hivatalos – kihirdetésével záruló berati kongresszus egyik szervezője és résztvevője volt. 1929. február 18-án I. Zogu albán király Xhuvanit nevezte ki a szent szinódus elnökévé, ezzel tirana-durrësi érsekké, az albán ortodox egyház prímásává. A konstantinápolyi pátriárkának azonban személyes kifogásai voltak Xhuvanival szemben („szerbbarát, megkérdőjelezhető szándékú”), és nem ismerte el a kinevezést. Az ellentét odáig ment, hogy Xhuvani személye volt az akadálya annak, hogy a pátriárka elismerje az albán ortodox egyház önállóságát. 1936 májusában a pátriárka végül kiközösítette Xhuvanit, és ismét I. Zogunak kellett közbelépnie: 1937 februárjában – „kifogásolható erkölcsi magatartásra” hivatkozva – menesztette Xhuvanit a szinódus éléről. A február 12-én helyébe lépő Kristofer Kisi primátusával az albán egyház végül elnyerte önállóságát.
1939 áprilisában Xhuvani Albánia olasz megszállásának lelkes támogatói közé tartozott. 1939. április 8-án Tiranában, a városháza erkélyéről – hűvös fogadtatást kapó – beszédet is intézett az összegyűlt tömeghez, amelyben az olaszokkal való együttműködésre buzdította az albánokat. Egy héttel később, 1939. április 15-én az egyik vezetője volt annak a 49 tagú albán küldöttségnek, amely Rómában felajánlotta az albán koronát III. Viktor Emánuelnek. Közéleti szereplései erodálták népszerűségét, ellentmondásos figurává vált. 1941-től 1945-ig berat–vlorai püspök volt.
A világháború utáni kommunista hatalomátvételt követően, a papok elleni boszorkányüldözések idején, 1946-ban Xhuvanit is letartóztatták, perbe fogták, majd az 1947. december 22-ei ítélethirdetésen 20 év börtönbüntetést kapott. 1962. november 27-én börtönéből kiszabadult, hátra lévő éveit Elbasan mellett, a shijoni Szent János Vladimír-kolostorban élte le. Végső nyughelye a kolostor közelében, a Bradashesh fölötti dombokon található. 

## Munkássága és emlékezete
Visarion Xhuvani hét nyelven beszélt, tanulmányai során nagy műveltségre tett szert. Jelentős szerepet játszott az autokefál albán ortodox egyház megalapításában és megszervezésében, egyházi lapot szerkesztett és adott ki, emellett az albán nyelvű szertartásrend kialakulásához is hozzájárult liturgiai szövegek albánra fordításával. Összegyűjtött teológiai, egyházi és politikai írásait, publicisztikáit 2007-ben Tiranában adták ki Në kishë, në parlament dhe në burg (’Templomban, parlamentben és börtönben’) címmel.
Tirana egyik városnegyede, a Kodra e Priftit (’Pap-domb’) neki köszönheti elnevezését, az 1930-as években ugyanis ezen az akkor még zöldellő területen állt a háza. Szülővárosa, Elbasan egyik városrésze a nevét viseli.